# Romario Williams
Romario Garfield Williams (Portmore, 15 agosto 1994) è un calciatore giamaicano, attaccante dell'Indy Eleven.

## Palmarès

### Club

#### Competizioni nazionali
- Campionato MLS: 1

Atlanta United: 2018
- Lamar Hunt U.S. Open Cup: 1

Atlanta United: 2019

#### Competizioni internazionali
- Campeones Cup: 1

Atlanta United: 2019